# ドイツ植民地帝国の切手
ドイツ植民地帝国の切手（ドイツしょくみんちていこくのきって）は、19世紀後半から第一次世界大戦後にかけてドイツ帝国が保有していた植民地（ドイツ植民地帝国）で使用されていた切手。

## 解説

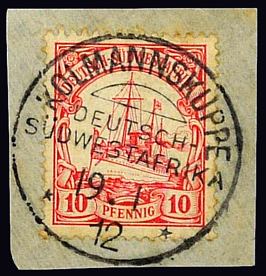
「Kolmannskuppe」と記された1912年の消印が押されている、ドイツ領南西アフリカの10ペニヒ切手。

ドイツ帝国の植民地や租借地は、ドイツ領ニューギニア（Deutsch-Neuguinea 1885年 - 1918年）、ドイツ領南西アフリカ（Deutsch-Südwestafrika 1884年 - 1918年）、ドイツ領東アフリカ Deutsch-Ostafrika（1885年 - 1918年）、ドイツ領西アフリカ、ドイツ領カメルーン（Kamerun 1884年 - 1918年）、ドイツ領トーゴラント（Togo 1884年 - 1918年）、ドイツ領ヴィトゥ（Deutsch-Witu 1885年 - 1890年）、ドイツ領サモア（Samoa 1899年 - 1918年）、膠州湾租借地（Kiautschou 1898年 - 1918年）である。
当初、これらの植民地ではドイツの普通切手に現地の地名や通貨単位を加刷して使用していたが、1900年から植民地専用の切手が用いられるようになった。そのデザインはドイツ皇帝のヨット（カイザーヨット）"HohenzollernII"を描いたものであり、ドイツ帝国の権力と威信の象徴であった。全てのドイツ植民地切手でカイザーヨットの同デザインの図柄が用いられ、上部に植民地名が記入されていた。